# Simulium debegene
Simulium debegene är en tvåvingeart som beskrevs av Meillon 1934. Simulium debegene ingår i släktet Simulium och familjen knott. Inga underarter finns listade i Catalogue of Life.